# غريغ أباتي
غريغ أباتي (بالإنجليزية: Greg Abate)‏ هو موسيقي أمريكي، ولد في 31 مايو 1947 في فول ريفر في الولايات المتحدة.

## وصلات خارجية
- الموقع الرسمي
- غريغ أباتي على موقع ميوزك برينز (الإنجليزية)
- غريغ أباتي على موقع أول ميوزيك (الإنجليزية)
- غريغ أباتي على موقع ديسكوغز (الإنجليزية)